# تشارلز فاندربيل
تشارلز فاندربيل (1874 – 9 فبراير 1956) هو مبارز بالسيف من المملكة المتحدة راحل، مثّل بلاده في الألعاب الأولمبية الصيفية 1912.

## روابط خارجية
تشارلز فاندربيل على موقع أوليمبيديا (الإنجليزية)